# Leliekruis
Een leliekruis is een kruis waarbij zich aan de uiteinden een Franse lelie (of fleur-de-lys) bevindt.
Het kruis wordt gezien als het symbool voor de drie-eenheid.

## Het leliekruis in deheraldiek
Een wapenschild waar zich aan de vier zijden een lelie bevindt, wordt ook een leliekruis genoemd. Het kruis bevindt zich als het ware achter het schild. De leden van de orde der dominicanen leggen, conform de regels van de Kerkelijke heraldiek, het leliekruis, ooit symbool van de Heilige Inquisitie, achter hun wapenschild.
De Franse lelie zelf wordt (abusievelijk) ook wel leliekruis genoemd. Deze gestileerde lelie, het gaat om een sterk vereenvoudigde weergave van de Florentijnse lis, is een symbool van de Franse koningen.en werd sinds de 10e eeuw algemeen gebruikt. Er zijn ook tal van andere families die een lelie in hun wapen voeren.

## Het leliekruis in defaleristiek
Ook in de faleristiek komt het leliekruis voor. Een bekend voorbeeld is de Orde van Michaël de Dappere van Roemenië. Ook het kruis "Pro Ecclesia et Pontifice" was lange tijd een leliekruis.